# 布萊克奧克 (阿肯色州華盛頓縣)
布萊克奧克（英語：Black Oak）是位於美國阿肯色州華盛頓縣的一個非建制地區。該地的面積和人口皆未知。

## 地理
布萊克奧克的座標為35°59′00″N 94°04′47″W / 35.98333°N 94.07972°W，而該地的平均海拔高度為392米（即1286英尺）。